# Maria av Aviz
Maria av Aviz, född 1538, död 1577, var kronprinsessa av Parma och Piacenza, gift 1565 med Alessandro Farnese, hertig av Parma och Piacenza.
Maria var dotter till den portugisiske prinsen Edvard av Aviz, hertig av Guimaraes, och Isabella av Braganza, och sondotter till kung Manuel I av Portugal. Hennes äktenskap arrangerades av kung Filip II av Spanien och firades i Bryssel 11 november 1565 på Filips bekostnad. Hennes svärfar ska ha tyckt att bröllopet var för påkostat, trots att han slapp betala. Paret flyttade till Parma året därpå.
Maria beskrivs som religiös och olyckligt förälskad i sin man, som förödmjukade henne med sin konstanta otrohet, varför hon ägnade sin tid åt välgörenhet som tröst.